# Vernajoul
Vernajoul település Franciaországban, Ariège megyében. Lakosainak száma 710 fő (2022. január 1.). Vernajoul Baulou, Cos, Crampagna, Foix és Loubières községekkel határos.

## Népesség
A település népessége az elmúlt években az alábbi módon változott:
| Lakosok száma | 429  | 546  | 541  | 706  | 665  | 642  | 654  | 673  | 698  | 710  |
|               | 1968 | 1982 | 1990 | 2006 | 2013 | 2015 | 2017 | 2019 | 2020 | 2022 |